# Škoda 4 R
Der Škoda 4 R ist ein Pkw-Modell des Automobilherstellers Škoda. Mit ihm wollte das Unternehmen die Produktion vereinfachen und damit auch die Herstellungskosten senken. Trotz vieler Neuerungen wurde es in seinem Äußeren ähnlich den Fahrzeugen von Laurin & Klement gestaltet. Wirtschaftlich blieb die Produktion hinter den Erwartungen zurück und wurde nach nicht ganz zwei Jahren eingestellt.

## Geschichte
Nach der Übernahme des Automobilwerks von Laurin & Klement in Mladá Boleslav begann Škoda die Produktion zu modernisieren. Zu diesem Zweck entstand 1928 als Nachfolger des Laurin & Klement Škoda 110 der 4 R. Davon abgeleitet war der 6 R. Škoda verwendete viele gleiche Baugruppen und Bauteile in den beiden Fahrzeugen. Auch die neuen Motoren waren weitestgehend vereinheitlicht. Weitere Besonderheiten waren die Vierradbremse, der Motor mit Ricardo-Zylinderkopf und die verbesserte Lenkung mit Spindel und Mutter, die die übertragenen Stöße auf das Lenkrad verringerte. Das Konzept des Fahrzeugs war eher konservativ. Im September 1928 wurden beide Modelle auf der XX. Internationalen Automobilausstellung in Prag der Öffentlichkeit vorgestellt. Trotz hoher Zuverlässigkeit und verbesserten Fahreigenschaften und -leistungen war das Auto kein wirtschaftlicher Erfolg und somit wurde die Produktion nach nicht ganz zwei Jahren eingestellt und durch den Typ 430 ersetzt. Von dem Modell 4 R wurden insgesamt 975, nach neuesten Zählungen 970, Fahrgestelle mit und ohne Aufbau hergestellt.

## Fahrzeugbezeichnung
Sie setzt sich zusammen aus einer Zahl, welche für die Anzahl der Zylinder steht, und einem R, dass auf den nach den Ideen von Harry Ricardo entwickelten Zylinderblock und -kopf hinweist.

## Technische Beschreibung

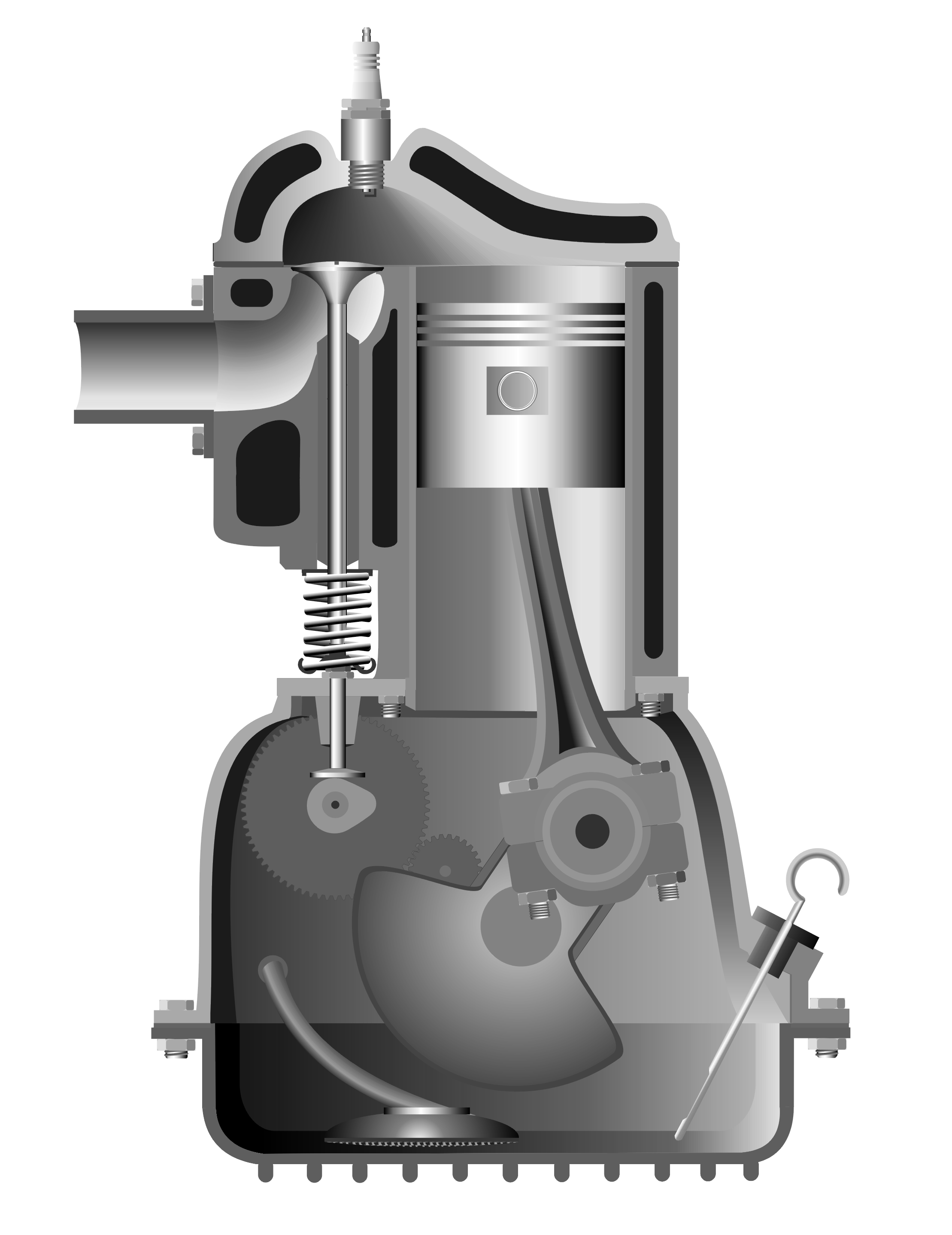
Prinzipdarstellung eines seitengesteuerten Motors mit der von Ricardo entwickelten Quetschkante am Zylinderkopf.

### Motoren
Die Motoren waren Viertakt-Ottomotoren und hatten vier Zylinder. 75 mm Bohrung und 110 mm Hub ergaben 1944 cm³ Hubraum. Der Motor leistete 32 PS. Die Kolben waren aus einer Aluminiumlegierung gefertigt. Die Ventile waren auf einer Seite des Motors stehend angeordnet („L-Kopf“). Nach dem Prinzip von Harry Ricardo war der kompakte Brennraum im Zylinderkopf über den Ventilen angeordnet und im oberen Totpunkt ein großer Teil des Kolbenbodens vom Zylinderkopf abgedeckt. Die Kurbelwelle war dreifach gelagert. Die Motoren hatten Druckumlaufschmierung mit Druckregelung und zwei Filtern. Es wurde ein elektromagnetischer Zündverteiler mit selbständiger Zündeinstellung angebaut. Der Motor hatte einen der neuesten Zenith-Horizontalvergaser. Der Treibstoff wurde durch einen Aspirator vom Benzintank zum Vergaser befördert. Die Kühlung arbeitete ohne Pumpe (Thermosiphonkühlung) und wurde von einem Ventilator hinter dem Kühler unterstützt. Ein gemeinsamer Flachriemen trieb Lichtmaschine und Ventilator an. Die Bordspannung war 12 Volt.
In einer auf 25 PS (18 kW) gedrosselten Version wurde der Motor des 4 R ab 1929 in den kleinen Lkw Škoda 125 eingebaut und dieser dann, ohne weitere Änderungen, als Škoda 154 weiter verkauft.

### Kraftübertragung
Die Kupplung war als Trockenlamellenkupplung ausgelegt. Das Getriebe, mit einem Schalthebel in der Wagenmitte, hatte vier Vorwärtsgänge und einen Rückwärtsgang. Das Drehmoment wurde vom Getriebe zur Hinterachse über eine Kardanwelle übertragen. Die Hinterachse war als Banjoachse mit einem Kegelradgetriebe von Gleason gefertigt.

### Fahrwerk und Fahrgestell
Der Rahmen des Wagens bestand aus genieteten Stahl-U-Profilen. Die starren Achsen vorn und hinten wurden von halbelliptischen Blattfedern mit Stoßdämpfern gefedert und geführt. Die mechanische Fußbremse stammte von Perrot und wirkte auf alle Räder. Der Handbremshebel war in der Wagenmitte angebracht und die Bremse wirkte auf die Hinterräder. Die Speichenräder waren von Rudge-Whitworth mit einer zentralen Mutter. Der Kunde konnte auch Metallscheibenräder bestellen, später auch Stahlspeichenräder mit geteilten Felgen. Die Ballonreifen vom Typ SS (SS bedeutet Straight Side) hatten die Größe 30 × 5.25.
Das Fahrgestell hatte 295 cm Radstand und 138 cm Spurweite. Es wog 950 kg. Die Bodenfreiheit betrug 19 cm.

### Karosserien und Preise
Das Modell wurde auch als Fahrgestell angeboten. Diese Möglichkeit wurde von den Kunden nur selten genutzt. Ein Fahrgestell des Modells 4 R kostete 55.000 Kč.
Über Škoda konnten für das Modell sieben verschiedene Karosserieformen bestellt werden. Im Einzelnen waren das Sportwagen, viersitziger Phaeton, Roadster mit aufklappbarer Sitzbank im abgerundeten Heck, Coupé mit seitlich hinter dem Fahrer- und Beifahrersitz herunterklappbaren Notsitzen, Tudor (ein zweitüriges Fahrzeug), sechssitzige Limousine mit sechs Seitenfenstern und eine kunstlederbezogene Sperrholzkarosserie nach Weymann-Lizenz von Brožík oder Aero. Der Tourenwagen war 469 cm lang, 168 cm breit und 180 cm hoch. Er wog 1300 kg. 1929 kostete ein viersitziger Phaeton 60.000 Kč und eine sechssitzige Limousine 82.500 Kč. Zum Produktionsende 1930 kostete der Phaeton 55.000 Kč. Der am meisten gebaute Aufbau war der viersitzige Phaeton.
Das Modell wurde auch als Bestattungswagen gefertigt.

### Technische Daten
| Modell                 | 4 R                                   | 6 R                                   |
| ---------------------- | ------------------------------------- | ------------------------------------- |
| Motor                  | Viertakt-Ottomotor, Zylinder in Reihe | Viertakt-Ottomotor, Zylinder in Reihe |
| Zylinderzahl           | 4                                     | 6                                     |
| Bohrung × Hub          | 75 × 110 mm                           | 75 × 110 mm                           |
| Hubraum                | 1944 cm³                              | 2916 cm³                              |
| Leistung bei 1/min     | 32 PS bei 2800                        | 50 PS bei 2800                        |
| Radstand               | 2950 mm                               | 3460 mm                               |
| Spurweite              | 1380 mm                               | 1380 mm                               |
| Aufbaulänge            | 2480 mm                               | 3180 mm                               |
| Länge (Phaeton)        | 4690 mm                               | 5150 mm                               |
| Breite (Phaeton)       | 1680 mm                               | 1680 mm                               |
| Höhe (Phaeton)         | 1800 mm                               | 1840 mm                               |
| Bodenfreiheit          | 190 mm                                | 190 mm                                |
| Gewicht (Fahrgestell)  | 950 kg                                | 1100 kg                               |
| Gewicht (offenes Auto) | 1280–1300 kg                          | 1500 kg                               |
| Tankinhalt             | 60 l                                  | 70 l                                  |
| Höchstgeschwindigkeit  | 90 km/h                               | 100 km/h                              |
| Kraftstoffverbrauch    | 14–18 l/100 km                        | 16–20 l/100 km                        |